# Journey Through the Secret Life of Plants
| 전문가 평가              | 전문가 평가 |
| 평가 점수                | 평가 점수   |
| 출처                     | 점수        |
| ------------------------ | ----------- |
| AllMusic                 | [ 2 ]       |
| Baltimore Sun            | (favorable) |
| Christgau's Record Guide | B−          |
| DownBeat                 | [ 5 ]       |
| Music Week               | [ 6 ]       |
| New York Times           | (favorable) |
| Pitchfork                | 7.7/10      |
| Rolling Stone            | (mixed)     |
| Rolling Stone            | [ 9 ]       |
| Smash Hits               | 6/10        |

《Journey Through the Secret Life of Plants》는 미국의 음악가 스티비 원더의 음반으로, 원래 1979년 10월 30일, 모타운이 타말라 레코드를 통해 발매되었다. 피터 톰킨스와 크리스토퍼 버드의 동명 책을 원작으로 한 월론 그린 감독의 다큐멘터리 《식물의 정신세계》의 사운드트랙이다.

## 제작
원더는 이 영화의 제작자인 마이클 브라운에게 각 시각적 이미지를 자세히 묘사하게 함으로써 영화 점수를 만들었고, 음향 엔지니어 게리 올라자발은 한 구절의 길이를 명시했다. 이 정보는 (영화의 소리가 한 트랙에 있는) 4트랙 테이프로 처리되어 원더 공간이 자신의 음악 반주를 추가할 수 있게 되었다. 원더는 책과 영화의 복잡한 정보를 노래 가사로 번역하려고 시도했다. 예를 들어 〈Same Old Story〉는 자극에 대한 식물의 반응을 측정하는 도구를 개발한 자가디시 찬드라 보스의 과학적 발견과 아프리카계 미국인 농학자 조지 워싱턴 카버의 돌파구를 전달하려고 한다. 스티비 원더가 주로 작곡한 곡이지만, 두 곡은 전 부인 시리타 라이트, 그리고 마이클 셈벨로와의 콜라보레이션이었다.
《Journey Through the Secret Life of Plants》에는 이번 음반의 대부분의 트랙에서 사용되는 디지털 샘플링 신시사이저인 컴퓨터 뮤직 멜로디안을 처음 사용하는 등 새로운 신시사이저 조합이 담겼다. 《Journey Through the Secret Life of Plants》는 일반적으로 디지털로 녹음된 첫 번째 대중음악 음반으로 여겨지는 라이 쿠더의 《Bop till You Drop》 이후 3개월 만에 발매된 초기 디지털 음반으로, 이번 음반은 두 번째 음반이다. 스티비 원더는 이 기술의 초기 편집자였고 이후의 모든 음반에 그것을 사용했다.

## 발매
모타운은 이 음반을 스티비 원더의 1976년 그래미 어워드 수상작 《Songs in the Key of Life》의 대망의 후속작으로 발매했다. 1979년 《Journey Through the Secret Life of Plants》가 록과 알앤비 《빌보드》 차트에서 4위까지 올랐으며 푸로무시카에로부터 플래티넘 인증을 받았고, 싱글 〈Send One Your Love〉도 4위에 올랐다는 당시 원더의 상업적 호소는 그랬다.

## 곡 목록
모든 곡들은 특별한 언급이 없는 한 스티비 원더에 의해 작사/작곡하였다.
| #  | 제목                           | 재생 시간 |
| -- | ------------------------------ | --------- |
| 1. | 〈Earth's Creation〉 (기악)    | 4:06      |
| 2. | 〈The First Garden〉 (기악)    | 2:32      |
| 3. | 〈Voyage to India〉 (기악)     | 6:29      |
| 4. | 〈Same Old Story〉             | 3:44      |
| 5. | 〈Venus' Flytrap and the Bug〉 | 2:25      |
| 6. | 〈Ai No, Sono〉                | 2:06      |

| #  | 제목                                  | 작사·작곡     | 재생 시간 |
| -- | ------------------------------------- | ------------- | --------- |
| 1. | 〈Seasons〉 (기악)                    |               | 2:53      |
| 2. | 〈Power Flower〉                      | 마이클 셈벨로 | 5:29      |
| 3. | 〈Send One Your Love (Music)〉 (기악) |               | 3:05      |
| 4. | 〈Race Babbling〉                     |               | 8:51      |

| #  | 제목                      | 작사·작곡                 | 재생 시간 |
| -- | ------------------------- | ------------------------- | --------- |
| 1. | 〈Send One Your Love〉    |                           | 4:01      |
| 2. | 〈Outside My Window〉     |                           | 5:29      |
| 3. | 〈Black Orchid〉          | 이본느 라이트             | 3:47      |
| 4. | 〈Ecclesiastes〉 (기악)   |                           | 3:42      |
| 5. | 〈Kesse Ye Lolo De Ye〉   |                           | 3:03      |
| 6. | 〈Come Back as a Flower〉 | 시리타 라이트 (리드 보컬) | 4:59      |

| #  | 제목                            | 작사·작곡               | 재생 시간 |
| -- | ------------------------------- | ----------------------- | --------- |
| 1. | 〈A Seed's a Star/Tree Medley〉 | 원더, 스테파니 앤드루스 | 5:53      |
| 2. | 〈The Secret Life of Plants〉   |                         | 4:16      |
| 3. | 〈Tree〉 (기악)                 |                         | 6:01      |
| 4. | 〈Finale〉 (기악)               |                         | 6:50      |

## 인증
| 국가                       | 인증     | 판매량/출하량 |
| -------------------------- | -------- | ------------- |
| 캐나다 (뮤직 캐나다)       | 골드     | 50,000^       |
| 네덜란드 (NVPI)            | 골드     | 50,000^       |
| 스페인 (PROMUSICAE)        | 플래티넘 | 100,000^      |
| 영국 (BPI)                 | 골드     | 100,000^      |
| ^출하량을 기반으로 한 인증 |          |               |